# Marcin Dołęga
Marcin Dołęga, né le 18 juillet 1982, est un haltérophile polonais.

## Biographie
Marcin Dołęga bat le record mondial de l'arraché dans sa catégorie en levant 198 kg en 2002, puis 199 kg en 2006. Ses frères Robert et Daniel sont eux également des haltérophiles.

## Palmarès

### Haltérophilie aux Jeux olympiques
- Haltérophilie aux Jeux olympiques de 2008 à Pékin
  -  Médaille de bronze en moins de 105 kg.

### Championnats du monde d'haltérophilie
- Championnats du monde d'haltérophilie 2010 à Antalya
  -  Médaille d'or en moins de 105 kg.
- Championnats du monde d'haltérophilie 2009 à Goyang
  -  Médaille d'or en moins de 105 kg.
- Championnats du monde d'haltérophilie 2006 à Saint-Domingue
  -  Médaille d'or en moins de 105 kg.

### Championnats d'Europe d'haltérophilie
- Championnats d'Europe d'haltérophilie 2006 à Władysławowo
  -  Médaille d'or en moins de 105 kg.